# Cirsium schantarense
Cirsium schantarense là một loài thực vật có hoa trong họ Cúc. Loài này được Trautv. & C.A.Mey. mô tả khoa học đầu tiên năm 1856.